# Congresso das Sumidades Carnavalescas
O Congresso das Sumidades Carnavalescas (ou Congresso das Summidades Carnavalescas, na grafia da época) foi um clube de fins carnavalescos, também considerado a primeira sociedade carnavalesca do Brasil. Seu desfile inaugural deu-se em 1855, com membros da alta sociedade brasileira vestidos de cossacos da Ucrânia, clarins escoceses, Dom Quixote, mandarins, nobres do Cáucaso, Fernando, o Católico, entre outras luxuosas fantasias de inspiração europeia. 
O escritor José de Alencar, então com 26 anos, foi um de seus sócios-fundadores.
Apesar de ser considerada como a primeira sociedade, sabe-se da existência, em 1855, no Rio de Janeiro, de outro grupo similar intitulado Sociedade Veneziana. 
O Congresso das Sumidades Carnavalescas, abriu caminho para o surgimento de outras sociedades carnavalescas.